# Macmillan Publishers
Macmillan Publishers (cunoscută ocazional ca Macmillan Group; formal Macmillan Publishers Ltd în Regatul Unit și Macmillan Publishing Group, LLC în Statele Unite) este o casă de editură britanică considerată tradițional a fi una dintre cele Cinci Mari edituri de limba engleză (alături de Penguin Random House, Hachette, HarperCollins și Simon & Schuster). Fondată în Londra în 1843 de frații scoțieni Daniel și Alexander MacMillan, firma avea să se impună în curând ca o editură de top în Marea Britanie. A publicat două dintre cele mai cunoscute lucrări ale literaturii pentru copii din epoca victoriană, Alice în Țara Minunilor (1865) de Lewis Carroll și Cartea Junglei (1894) de Rudyard Kipling.
Fostul prim-ministru al Regatului Unit, Harold Macmillan, nepotul cofondatorului Daniel, a fost președinte al companiei din 1964 până la moartea sa în decembrie 1986. Din 1999, Macmillan este o filială deținută total de Holtzbrinck Publishing Group cu birouri în 41 de țări în toată lumea și operațiuni în alte treizeci.

## Istoric

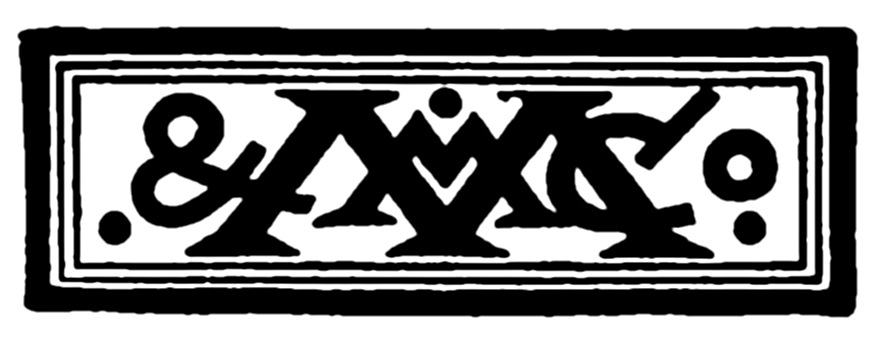
Acest logo a apărut în biografia lui Alexander Pope, scrisă de Leslie Stephen și publicată de Macmillan & Co în 1880.

Macmillan a fost fondată în 1843 de către Daniel și Alexander Macmillan, doi frați din Insula Arran, Scoția. Daniel a fost creierul afacerii, în timp ce Alexander s-a preocupat de partea editorială, publicând autori notabili ca Charles Kingsley (1855), Thomas Hughes (1859), Francis Turner Palgrave (1861), Christina Rossetti (1862), Matthew Arnold (1865) și Lewis Carroll (1865). Alfred Tennyson a fost adăugat în listă în anul 1884, Thomas Hardy în 1886 și Rudyard Kipling în 1890.
Printre scriitori mari publicați de către Macmillan se numără W. B. Yeats, Rabindranath Tagore, Nirad C. Chaudhuri, Seán O'Casey, John Maynard Keynes, Charles Morgan, Hugh Walpole, Margaret Mitchell, C. P. Snow, Rumer Godden și Ram Sharan Sharma.
Macmillan a înființat un birou în New York. Ea și-a vândut divizia americană în 1896, care a publicat sub numele Macmillan Company.
Macmillan Publishers a reintrat pe piața americană în 1954 sub numele St. Martin's Press.
După ce s-a retras din politică în 1964, fostul prim-ministru al Regatului Unit Harold Macmillan a devenit președinte al companiei, îndeplinind această funcție până la moartea sa în decembrie 1986.
El a fost partener junior al firmei de familie din 1920 până în 1940 (când a devenit ministru) și din 1945 până în 1951, în timp ce era membru al opoziției în Parlamentul Britanic.
Compania a fost una dintre cele mai vechi edituri independente până în 1995, când 70% din acțiunile companiei au fost cumpărate de gigantul media german Holtzbrinck Publishing Group. Holtzbrinck a achiziționat acțiunile rămase în 1999, încheindu-se perioada în care familia Macmillan a fost proprietara companiei.
În mai 2015, Macmillan Science and Education (cu sediul la Londra) a fuzionat cu Springer Science+Business Media (cu sediul la Berlin) pentru a forma Springer Nature, controlată în comun de Holtzbrinck Publishing Group și BC Partners.

### Macmillan în Statele Unite ale Americii
Pearson a achiziționat numele Macmillan din America în 1998, după ce a achiziționat divizia educațională și profesională a editurii Simon & Schuster (ceea ce a inclus diverse active ale Macmillan). Holtzbrinck achiziționat-o de la ei în 2001.
În anii 1990, mai multe edituri britanice au pătruns pe piața rusă, iar în acea listă erau incluse Macmillan, Pearson-Longman, Oxford University Press, Cambridge University Press și Express Publishing.

## Divizii

### Divizii SUA de editură cu amprente
- Celadon Books
- Farrar, Straus and Giroux
  - FSG Originals
  - Hill & Wang
  - MCD
  - North Point Press
  - Auwa Books
  - Picador
- Flatiron Books
  - Flatiron Books
  - Flatiron Books: An Oprah Book
- Henry Holt and Company
  - Andy Cohen Books[7]
  - Henry Holt and Company
  - Metropolitan Books
- Macmillan Audio – fostul Audio Renaissance[8]
- Macmillan Children's Publishing Group
  - Farrar, Straus & Giroux Books for Young Readers
  - Feiwel and Friends
  - First Second Books – Romane grafice
  - Henry Holt Books for Young Readers
  - Imprint[9]
  - Neon Squid Books[10]
  - Odd Dot[11]
  - Priddy Books
  - Roaring Brook Press[12]
  - Square Fish
  - Swoon Reads
- St. Martin's Publishing Group
  - Castle Point Books
  - Griffin
  - Minotaur
  - St. Martin's Essentials
  - St. Martin's Press
  - Wednesday Books[13]
  - Saturday Books[14]
- Tor Publishing Group
  - Bramble
  - Forge
  - Nightfire
  - Starscape
  - Tor Books
  - Tor Teen
  - Reactor (revistă) (fostul Tor.com)

### Alte divizii SUA
- Macmillan Publishers Services, fostul Von Holtzbrinck Publishers Services, untitate de distribuție pentru edituri independente:[8]
  - Bloomsbury USA
  - Drawn & Quarterly
  - Entangled Publishing
  - Graywolf Press
  - Guinness World Records
  - Kingfisher[15]
  - Page Street
  - Papercutz
  - Review of Reviews

### Amprente Pan Macmillan UK
- Bello
- Bluebird
- Campbell
- Kingfisher
- Macmillan's Children's Books
- Macmillan Collector's Library
- Mantle
- Pan Books
- Macmillan
- Picador
- Tor
- Two Hoots